# Diocesi di Calcide di Europa
La diocesi di Calcide di Europa (in latino: Dioecesis Chalcidensis in Europa) è una sede soppressa del patriarcato di Costantinopoli e una sede titolare della Chiesa cattolica.

## Storia
Calcide di Europa, identificabile con İnecik nel distretto di Süleymanpaşa in Turchia, è un'antica sede vescovile della provincia romana di Europa nella diocesi civile di Tracia. Faceva parte del patriarcato di Costantinopoli ed era suffraganea dell'arcidiocesi di Eraclea.
La sede è piuttosto tardiva, poiché compare nelle Notitiae Episcopatuum del patriarcato nel corso del IX secolo. A partire dalla Notitia attribuita all'imperatore Leone VI e databile all'inizio del X secolo, la sede è menzionata sempre tra le suffraganee di Eraclea fino al XIV secolo.
Dell'antica diocesi di Calcide sono noti diversi vescovi, il primo dei quali è Sisinnio, che assistette al secondo concilio di Nicea nel 787. Un altro vescovo Sisinnio è noto grazie all'esistenza del suo sigillo vescovile, databile alla seconda metà del IX secolo; tuttavia questo vescovo potrebbe appartenere all'omonima sede in Grecia, mentre, secondo gli editori della Prosopographie der mittelbyzantinischen Zeit, il Sisinnio menzionato dal sigillo potrebbe essere identico al vescovo che partecipò al secondo concilio niceno.
Altri vescovi di Calcide sono noti grazie ai loro sigilli vescovili, Demetrio (circa VIII/IX secolo), Teodoro (circa X/XI secolo) e Giovanni (seconda metà del XII secolo). Un anonimo vescovo infine sottoscrisse un decreto sinodale del 1170.
Dal 1933 Calcide di Europa è annoverata tra le sedi vescovili titolari della Chiesa cattolica; il titolo finora non è stato assegnato.

## Cronotassi dei vescovi greci
- Sisinnio I † (menzionato nel 787)
- Demetrio † (circa VIII/IX secolo)
- Sisinnio II ? † (seconda metà del IX secolo)
- Teodoro † (circa X/XI secolo)
- Giovanni † (seconda metà del XII secolo)
- Anonimo † (menzionato nel 1170)